# محمدآباد گرگر
محمدآباد گرگر، روستایی از توابع بخش رامند شهرستان بوئین‌زهرا در استان قزوین ایران است.

## جمعیت
این روستا در دهستان ابراهیم‌آباد قرار دارد و براساس سرشماری مرکز آمار ایران در سال ۱۳۸۵، جمعیت آن ۸۰ نفر (۲۰خانوار) بوده است.